# هری پاتر و شاهزاده دورگه (فیلم)
هری پاتر و شاهزاده دورگه (به انگلیسی: Harry Potter and the Half-Blood Prince) فیلمی در ژانر ماجراجویانه و فانتزی به کارگردانی دیوید یتس و نویسندگی استیو کلاوز است که بر اساس رمانی به همین نام (اثر جی.کی. رولینگ)، ساخته شرکت برادران وارنر است و در ۱۵ ژوئیه ۲۰۰۹ میلادی به اکران عمومی در آمد. این فیلم که ششمین قسمت از مجموعه فیلم‌های سینمایی هری پاتر به‌شمار می‌رود، با موفقیت بسیار هم از نظر فروش و هم از دید منتقدان روبرو شد. هری پاتر و شاهزاده دورگه، عنوان پرفروشترین فیلم در نخستین روز اکران و دومین فیلم پرفروش سال ۲۰۰۹ پس از آواتار را از آن خود کرد و با ۹۳۴ میلیون دلار فروش، پنجاه و پنجمین فیلم پرفروش تاریخ شد.

## داستان
در این قسمت هری پاتر در سال ششم هاگوارتز تحصیل می‌کند. هری در این سال تحصیلی برای اولین بار کلاس‌های خصوصی با دامبلدور دارد که در آن‌ها به مرور و بازبینی خاطرات لرد سیاه می‌پردازند؛

## بازیگران
- دنیل ردکلیف در نقش هری جیمز پاتر (فرد منتخب برای مبارزه با لرد ولدمورت)
- روپرت گرینت در نقش رون ویزلی (دوست هری پاتر)
- اما واتسون در نقش هرماینی گرنجر (دوست هری پاتر)
- مایکل گمبون در نقش آلبوس دامبلدور (مدیر مدرسه هاگوارتز)
- جیم برودبنت در نقش هوریس اسلاگهورن (معلم)
- آلن ریکمن در نقش سیوروس اسنیپ (استاد دفاع در برابر جادوی سیاه و نقش مکمل اصلی این قسمت)
- تام فلتون در نقش دراکو مالفوی (شاگرد گروه اسلایترین)
- هلن مک‌کوری در نقش نارسیسا مالفوی (مادر دراکو)
- هلنا بونهام کارتر در نقش بلاتریکس لسترنج (یک مرگ‌خوار-قاتل سیریوس بلک)
- دیوید تیولیس در نقش ریموس لوپین (معلم سابق هری-عضو محفل ققنوس)
- مگی اسمیت در نقش مینروا مک‌گونگال (مدیر گروه گریفندور)
- بانی رایت در نقش جینی ویزلی (دوست دختر هری پاتر)
- متیو لوئیس در نقش نویل لانگ باتم (دوست هری پاتر)
- ایوانا لینچ در نقش لونا لاوگود (دوست هری پاتر)
- جیمز و الیور فلپس در نقش فرد ویزلی و جورج ویزلی (برادران دوقلوی رون ویزلی)
- تیموتی اسپال در نقش پیتر پتی‌گرو (یک مرگ‌خوار)
- هیرو فاینس-تیفین در نقش تام ریدل (کودکی لرد ولدمورت)